# Mixtecalia teitaensis
 Mixtecalia teitaensis  Redonda-Mart., García-Mend. & D.Sandoval, 2020 è una specie di pianta angiosperma dicotiledone della famiglia delle Asteraceae (sottofamiglia Asteroideae).  Mixtecalia teitaensis è anche l'unica specie del genere  Mixtecalia  Redonda-Mart., García-Mend. & D.Sandoval, 2020.

## Etimologia
Il nome scientifico della specie è stato definito dai botanici Rosario Redonda-Martínez, Abisai Josue García-Mendoza (1955-) e Daniel Sandoval-Gutiérrez nella pubblicazione " Phytotaxa" ( Phytotaxa 438(2): 128) del 2020. Il nome scientifico del genere è stato definito nella stessa pubblicazione.

## Descrizione
Habitus. Mixtecalia teitaensis ha un habitus di tipo erbaceo monocarpico.
Radici. Le radici sono secondarie da rizoma.
Fusto. La parte aerea in genere è affusolata e lanosa.
Foglie. Le foglie sono cauline disposte in modo verticillato e sono assenti durante la fioritura. Il contorno della lamina è intero con forme ovato-ellittiche. La superficie è tomentosa.
Infiorescenza. Le sinflorescenze sono composte da diversi capolini raccolti in corimbi. Le infiorescenze vere e proprie sono formate da un capolino terminale peduncolato di tipo discoide. Alla base dell'involucro (la struttura principale del capolino) può essere presente un calice formato da alcune brattee fogliacee. I capolini sono formati da un involucro, con forme turbinate, composto da 6 - 8 brattee, al cui interno un ricettacolo fa da base ai fiori. Le brattee sono disposte in modo più o meno embricato di solito su una sola serie e possono essere connate alla base. Il ricettacolo, a volte alveolato, è nudo (senza pagliette a protezione della base dei fiori); la forma è convessa, piatta o conica. Durante la riproduzione le sinflorescenze possono raddoppiare le dimensioni della pianta.
Fiori.  I fiori (10 - 12 per capolino) sono tetra-ciclici (formati cioè da 4 verticilli: calice – corolla – androceo – gineceo) e pentameri (calice e corolla formati da 5 elementi). Sono inoltre ermafroditi, tubulosi e actinomorfi.
- Formula fiorale:

*/x K {\displaystyle \infty }, [C (5), A (5)], G 2 (infero), achenio
- Calice: i sepali del calice sono ridotti ad una coroncina di squame.
- Corolla: nella parte inferiore i petali della corolla sono saldati insieme e formano un tubo. In particolare le corolle dei fiori del disco centrale (tubulosi) terminano con delle fauci dilatate a raggiera con cinque brevi lobi più o meno patenti e papillosi all'apice. Il colore delle corolle è giallo.
- Androceo: gli stami sono 5 con dei filamenti liberi. La parte basale del collare dei filamenti può essere dilatata. Le antere invece sono saldate fra di loro e formano un manicotto che circonda lo stilo. Le antere sono senza coda ("ecaudate"). La struttura delle antere è di tipo tetrasporangiato, raramente sono bisporangiate. Il tessuto endoteciale è radiale o polarizzato. Il polline è tricolporato (tipo "helianthoid").[10]
- Gineceo: lo stilo è biforcato con due stigmi nella parte apicale. La forma degli stigmi varia da subtroncata a ottusa; possono essere ricoperti da minute papille. Le superfici stigmatiche sono separate o parzialmente confluenti.  L'ovario è infero uniloculare formato da 2 carpelli.

Frutti. I frutti sono degli acheni con pappo. La forma degli acheni è colindrica; la superficie è percorsa da 5 - 6 coste longitudinali e può essere sericea. Non sempre il carpoforo è distinguibile. Il pappo è formato da numerose setole snelle, bianche o fulve; possono essere sia persistenti che caduche; possono inoltre essere connate alla base. A volte il pappo è assente.

## Biologia
Impollinazione: l'impollinazione avviene tramite insetti (impollinazione entomogama tramite farfalle diurne e notturne).

Riproduzione: la fecondazione avviene fondamentalmente tramite l'impollinazione dei fiori (vedi sopra).

Dispersione: i semi (gli acheni) cadendo a terra sono successivamente dispersi soprattutto da insetti tipo formiche (disseminazione mirmecoria). In questo tipo di piante avviene anche un altro tipo di dispersione: zoocoria. Infatti gli uncini delle brattee dell'involucro (se presenti) si agganciano ai peli degli animali di passaggio disperdendo così anche su lunghe distanze i semi della pianta. Inoltre per merito del pappo il vento può trasportare i semi anche a distanza di alcuni chilometri (disseminazione anemocora).

## Distribuzione e habitat
La specie di questa voce è distribuita in Messico.

## Tassonomia
La famiglia di appartenenza di questa voce (Asteraceae o Compositae, nomen conservandum) probabilmente originaria del Sud America, è la più numerosa del mondo vegetale, comprende oltre 23.000 specie distribuite su 1.535 generi, oppure 22.750 specie e 1.530 generi secondo altre fonti (una delle checklist più aggiornata elenca fino a 1.679 generi). La famiglia attualmente (2021) è divisa in 16 sottofamiglie; la sottofamiglia Asteroideae è una di queste e rappresenta l'evoluzione più recente di tutta la famiglia.

### Filogenesi
Il genere di questa voce appartiene alla sottotribù Tussilagininae della tribù Senecioneae (una delle 21 tribù della sottofamiglia Asteroideae). La sottotribù descritta in tempi moderni da Bremer (1994), dopo le analisi di tipo filogenetico sul DNA del plastidio (Pelser et al., 2007) è risultata parafiletica con le sottotribù Othonninae e Brachyglottidinae annidiate al suo interno. Attualmente con questa nuova circoscrizione la sottotribù Tussilagininae s.s. risulta suddivisa in quattro subcladi.
Le “Tossilaggine”, tradizionalmente, fanno parte della sottofamiglia delle "Tubiflore" (o attualmente Asteroideae); sottofamiglia caratterizzata dall'avere capolini con fiori tubulosi al centro ed eventualmente fiori ligulati alla periferia, brattee dell'involucro ben sviluppate e frutti con pappo biancastro e morbido.
I caratteri distintivi della specie  Mixtecalia teitaensis sono:
- questa specie dal punto di vista riproduttivo è monocarpica (unica nella sottotribù);
- la disposizione delle foglie è verticillata (e non alterna - norma per le tossilaggine).